# Der Reiter gen Osten
Der Reiter gen Osten est un ancien magazine mensuel illustré allemand. Il était destiné aux membres des corps francs. Il paraît entre 1929 et 1944 avec comme sous-titre « Bulletin de l'association Schlageter, réunion de la camaraderie des anciens baltikumer, combattants des corps francs, des garde-frontières et des groupes d'autoprotection, ainsi que des prisonniers du Rhin et de la Ruhr » (en allemand : Mitteilungsblatt des Bundes Schlageter e.V., Kameradschaftliche Vereinigung ehemaliger Baltikumer, Freikorps-, Grenzschutz-, Selbstschutz- und Ruhrkämpfer, sowie der Rhein- und Ruhrgefangenen).

## Histoire
Le propriétaire du titre de presse était l'ancien membre de corps franc Heinz Oskar Hauenstein (de), qui avait en 1923 pris la tête de l'Organisation Heinz, après l'arrestation de son créateur, Albert Leo Schlageter. Le magazine consacre la majeure partie de ses colonnes à encenser les Freikorps et leurs actes.
Sous le régime nazi, Ernst von Salomon prend la place d'éditeur entre 1933 et 1934, et l'association des amis de Schlageter, fondée par Hauenstein, est très proche du NSDAP. Mais en 1934, l'association se retrouve impliquée dans le prétendu « Putsch de Röhm », campagne d'intoxication mise au point pour justifier la Nuit des Longs Couteaux. L'État nazi purge alors la rédaction du magazine des anciens membres des corps francs, potentiellement en conflit avec l'appareil du parti. Der Reiter gen Osten continue toutefois de paraître, sous la direction du Ministère de la Propagande, jusqu'à sa disparition définitive en 1944.